# 新温泉浜坂インターチェンジ
新温泉浜坂インターチェンジ（しんおんせんはまさかインターチェンジ）は、兵庫県美方郡新温泉町栃谷にある山陰近畿自動車道（浜坂道路）のインターチェンジである。

## 道路
- E9 山陰近畿自動車道

## 歴史
- 2017年（平成29年）11月26日 : 新温泉浜坂IC - 余部IC間開通に伴い、供用開始[1]。

## 接続する道路
- 国道178号
- 兵庫県道47号浜坂井土線
- 兵庫県道263号竹田指坑線（兵庫県道47号浜坂井土線と重複）

## 周辺
- 道の駅山陰海岸ジオパーク浜坂の郷

## 隣
E9 山陰近畿自動車道（浜坂道路）
( )居組IC ｰ (5)新温泉浜坂IC - (4)久斗IC